# Olaf Bodden

Olaf Bodden, né le 4 mai 1968 à Kalkar, Allemagne est un ancien attaquant de football allemand. Il a dû mettre fin à sa carrière en 1997 après avoir contracté mononucléose infectieuse et le syndrome de fatigue chronique (SFC). Avec le TSV Munich 1860, il a marqué 25 buts en 67 matchs et est actuellement le record buteur de Hansa Rostock dans le 2. Bundesliga (division 2 allemande). 
Der müde Stürmer est le titre d'un documentaire allemand sur Bodden de la lutte contre le syndrome de fatigue chronique. 

## Carrière de joueur
- 1989-1990 - Borussia Mönchengladbach  Allemagne
- 1991-1992 - Hansa Rostock  Allemagne
- 1992-1995 - Hansa Rostock  Allemagne
- 1994-1998 - TSV Munich 1860  Allemagne